# Silhouette Literatur international
Silhouette Literatur international war eine deutschsprachige Literaturzeitschrift.

## Geschichte
Am 1. Januar 1980 wurde die Literatur-Zeitschrift Silhouette Literatur international durch die Schriftstellerin Tilly Boesche-Zacharow begründet. Gemeinsam mit dem Berliner Verleger Gerhardt Stoedtner gab sie bis zum 1. September 1980 fünf Hefte heraus, dann erfolgte eine Trennung. Weitere Ausgaben wurden danach durch Tilly Boesche-Zacharow von Israel aus herausgegeben, nunmehr im „Mathilde und Norbert Boesche Verlag, Berlin-Haifa“.
Der Umfang des Journals wuchs im Lauf der Jahre auf 60 Seiten an. Der anfängliche Preis von 2,50 DM für 20 Seiten musste dementsprechend zuletzt auf 10,00 DM erhöht werden. Dennoch reichten die weltweit verstreuten, rund 250 Abonnenten nicht aus, um die Kosten zu decken. Nachdem die Druckunterlagen für die Nr. 25 auf dem Postweg von Deutschland nach Israel verloren gingen, brachte die Herausgeberin im Dezember 1989 das 26. und letzte Heft heraus.
Das Nachfolge-Journal Schattenriß befasste sich vor allem mit der Vorstellung der Mitglieder des Verbandes deutschsprachiger Schriftsteller Israels. Es wurde nach fünf Ausgaben ebenfalls eingestellt.

## Inhalt
Der Ursprung lag in Boesches Fokussierung auf die Einstellung: Der unbekannte Dichter muss nicht unbekannt bleiben. Ihre Bearbeitung anderweitig unbeachtet gebliebener Manuskripte ergab im Erscheinungsverlauf der Zeitschrift einen Mitarbeiterstab von über hundert Autoren aus aller Welt, unter denen sich auch literarische Größen wie Schalom Ben-Chorin, Alice Schwarz-Gardos und Meir Faerber fanden.
Jede Ausgabe der Silhouette besaß eine eigene Thematik. Die letzte Seite blieb dem Hinweis auf eine humanitäre Institution vorbehalten. Die Mitarbeiter stellten ihre Beiträge ausnahmslos unentgeltlich zur Verfügung.

## Sonstiges
Die Berliner Morgenpost urteilte am 21. November 1981: „… ein Zaubergarten. Nicht nur die Illustrationen mit Scherenschnitten geben SILHOUETTE einen Hauch von Romantik. Hier liegt auch eine zauberische Verschwörung gegen die Nüchternheit unserer Zeit vor …“.
Der damalige Berliner Kultursenator Dietger Pforte erwähnte sie lobend in seinem Bericht über Berliner Kulturwelt Die literarische Situation West-Berlins in den 70er und 80er Jahren.

## Belege
Auskünfte der Verlagsgründerin

Kürschners Deutscher Literatur-Kalender 1984 ff.

Das Deutsche WHO IS WHO XXXVI, Ausg. Schmidt-Römhild